# Cadima
Cadima ist eine Gemeinde (Freguesia) im portugiesischen Kreis Cantanhede. In ihr leben 2644 Einwohner (Stand 19. April 2021).